# Copa de baloncesto de Italia 2014
La 46ª edición de la Copa de baloncesto de Italia (en italiano Coppa Italia y por motivos de patrocinio Beko Final Eigh) se celebró en el Mediolanum Forum de Milán del 7 al 9 de febrero de 2014. El campeón fue primera vez en su historia el Dinamo Sassari.

## Clasificación
Lograban la clasificación para disputar la Coppa Italia los ocho primeros clasificados de la Lega al final de la primera vuelta de la competición.
| - 1.Enel Brindisi - 2.Acqua Vitasnella Cantù - 3.EA7 Emporio Armani Milano - 4.Montepaschi Siena | - 5.Acea Roma - 6.Banco di Sardegna Sassari - 7.Grissin Bon Reggio Emilia - 8.Umana Venezia |

## Cuadro final
|  | Cuartos de final     | Cuartos de final          | Cuartos de final     |                           |    | Semifinales               | Semifinales          | Semifinales          |  |   | Final                | Final                | Final                |  |
|  | 7 de febrero de 2014 | 7 de febrero de 2014      | 7 de febrero de 2014 |                           |    | 8 de febrero de 2014      | 8 de febrero de 2014 | 8 de febrero de 2014 |  |   | 9 de febrero de 2014 | 9 de febrero de 2014 | 9 de febrero de 2014 |  |
|  |                      |                           |                      |                           |    |                           |                      |                      |  |   |                      |                      |                      |  |
|  |                      |                           |                      |                           |    |                           |                      |                      |  |   |                      |                      |                      |  |
|  | 1                    | Enel Brindisi             | 83                   |                           |    |                           |                      |                      |  |   |                      |                      |                      |  |
|  | 1                    | Enel Brindisi             | 83                   |                           |    |                           |                      |                      |  |   |                      |                      |                      |  |
|  | 8                    | Umana Venezia             | 70                   |                           |    |                           |                      |                      |  |   |                      |                      |                      |  |
|  | 8                    | Umana Venezia             | 70                   |                           | 1  | Enel Brindisi             | 80                   |                      |  |   |                      |                      |                      |  |
|  |                      |                           |                      |                           | 1  | Enel Brindisi             | 80                   |                      |  |   |                      |                      |                      |  |
|  |                      |                           | 4                    | Montepaschi Siena         | 89 |                           |                      |                      |  |   |                      |                      |                      |  |
|  | 4                    | Montepaschi Siena         | 4                    | Montepaschi Siena         | 89 | 76                        |                      |                      |  |   |                      |                      |                      |  |
|  | 4                    | Montepaschi Siena         |                      |                           |    |                           |                      |                      |  |   |                      |                      |                      |  |
|  | 5                    | Acea Roma                 | 69                   |                           |    |                           |                      |                      |  |   |                      |                      |                      |  |
|  | 5                    | Acea Roma                 | 69                   |                           |    |                           |                      |                      |  | 4 | Montepaschi Siena    | 73                   |                      |  |
|  |                      |                           |                      |                           |    |                           |                      |                      |  | 4 | Montepaschi Siena    | 73                   |                      |  |
|  |                      |                           | 6                    | Banco di Sardegna Sassari | 80 |                           |                      |                      |  |   |                      |                      |                      |  |
|  | 3                    | EA7 Emporio Armani Milano | 6                    | Banco di Sardegna Sassari | 80 | 80                        |                      |                      |  |   |                      |                      |                      |  |
|  | 3                    | EA7 Emporio Armani Milano |                      |                           |    |                           |                      |                      |  |   |                      |                      |                      |  |
|  | 6                    | Banco di Sardegna Sassari | 82                   |                           |    |                           |                      |                      |  |   |                      |                      |                      |  |
|  | 6                    | Banco di Sardegna Sassari | 82                   |                           | 6  | Banco di Sardegna Sassari | 92                   |                      |  |   |                      |                      |                      |  |
|  |                      |                           |                      |                           | 6  | Banco di Sardegna Sassari | 92                   |                      |  |   |                      |                      |                      |  |
|  |                      |                           | 7                    | Grissin Bon Reggio Emilia | 86 |                           |                      |                      |  |   |                      |                      |                      |  |
|  | 2                    | Acqua Vitasnella Cantù    | 7                    | Grissin Bon Reggio Emilia | 86 | 77                        |                      |                      |  |   |                      |                      |                      |  |
|  | 2                    | Acqua Vitasnella Cantù    |                      |                           |    |                           |                      |                      |  |   |                      |                      |                      |  |
|  | 7                    | Grissin Bon Reggio Emilia | 84                   |                           |    |                           |                      |                      |  |   |                      |                      |                      |  |
|  | 7                    | Grissin Bon Reggio Emilia | 84                   |                           |    |                           |                      |                      |  |   |                      |                      |                      |  |
|  |                      |                           |                      |                           |    |                           |                      |                      |  |   |                      |                      |                      |  |

## Semifinales

### Enel Brindisivs.Montepaschi Siena
| 8 de febrero de 2014 | Enel Brindisi                                | 80–89                | Montepaschi Siena                        |                                                                                        |  |
|                      | Parciales: 10–20, 25–24, 20–20, 25–25        |                      |                                          |                                                                                        |  |
|                      | Estadísticas Dyson 30 James, Todić 4 Dyson 4 | Reporte Pts Reb Asts | Estadísticas 16 Haynes 8 Nelson 5 Nelson | Pabellón: Mediolanum Forum, Milán Árbitros: Lamonica, Sabetta, Bartoli Televisión: RAI |  |

### Banco di Sardegna Sassarivs.Grissin Bon Reggio Emilia
| 8 de febrero de 2014 | Banco di Sardegna Sassari                      | 92–86                | Grissin Bon Reggio Emilia                |                                                                                          |  |
|                      | Parciales: 26–19, 27–26, 21–20, 18–21          |                      |                                          |                                                                                          |  |
|                      | Estadísticas T. Diener 26 Gordon 6 T. Diener 5 | Reporte Pts Reb Asts | Estadísticas 32 White 8 White 5 Kaukėnas | Pabellón: Mediolanum Forum, Milán Árbitros: Cerebuch, Lanzarini, Baldini Televisión: RAI |  |

## Final
| 9 de febrero de 2014 | Montepaschi Siena                        | 73–80                | Banco di Sardegna Sassari                                 | |  |
|                      | Parciales: 14–18, 14–27, 25–16, 20–19    |                      |                                                           | |  |
|                      | Estadísticas Green 22 Ortner 13 Haynes 9 | Reporte Pts Reb Asts | Estadísticas 18 C. Green 7 T. Diener, C. Green 7 M. Green | Pabellón: Mediolanum Forum, Milán Árbitros: - Carmelo Paternicò - Alessandro Martolini - Gianluca Mattioli |  |